# Mattholmen, Borgå
Mattholmen är en ö i Finland. Den ligger i Finska viken och i kommunen Borgå i den ekonomiska regionen  Borgå i landskapet Nyland, i den södra delen av landet. Ön ligger omkring 42 kilometer öster om Helsingfors.
Öns area är 0,3 hektar och dess största längd är 90 meter i sydöst-nordvästlig riktning. Ön höjer sig omkring 10 meter över havsytan. I omgivningarna runt Mattholmen växer i huvudsak blandskog.